# Operatie Storm (Kroatië)
Operatie Storm (Kroatisch: Operacija Oluja) was de laatste grote veldslag van de Kroatische Onafhankelijkheidsoorlog en een van de bepalendste factoren voor de uitkomst van de Bosnië-oorlog. Het was een definitieve overwinning voor de Kroatische legermacht (HV), die de republiek Servisch Krajina (RSK) aanviel op een front van 630 kilometer. Het was een strategische overwinning voor de krijgsmacht van de Republiek Kroatië. Het doel van de veldslag was het inlijven van 10.400 vierkante kilometer grondgebied dat was uitgeroepen tot de republiek Servisch Krajina en het steunen van de Bosniërs om de etnische Serviërs uit West-Bosnië te jagen. Operatie Storm, de grootste Europese veldslag sinds de Tweede Wereldoorlog, begon op 4 augustus 1995 en werd op 7 augustus voltooid verklaard, hoewel schermutselingen nog plaatsvonden tot en met 14 augustus.
In de door Serviërs bewoonde gebieden was de internationaal niet-erkende republiek Servisch Krajina uitgeroepen onder zelfbeschikkingsrecht. Dit gebied besloeg bijna een derde van het Kroatische grondgebied. Het conflict dat volgde leidde tot de vlucht en verdrijving van 170.000 Kroaten. Ook werden Kroatische en Servische burgers door Servische milities, ongeregelde troepen en het Kroatische leger vermoord. Deze laatste werd ondersteund door extreemrechtse huurlingen uit verschillende delen van Europa.
Van 1991 tot 1995 was een bestand van kracht en waren waarnemers van de Verenigde Naties langs de bestandslijn gestationeerd. In juni 1995 echter sommeerde de regering van Kroatië de waarnemers om te vertrekken.
Operatie Storm werd geleid door generaal Ante Gotovina en vond plaats kort na de massamoord in Srebrenica. Na Srebrenica concentreerde de Servische aanval zich op de stad Bihac in het noordwesten van Bosnië.
Operatie Storm was voor Kroatië een groot militair succes en leidde tot het einde van de oorlog in Kroatië. Voor de Servische bewoners had de operatie dramatische gevolgen: 220.000 Serviërs vluchtten of werden verdreven.
Na Operatie Storm konden het Bosnische en het Kroatische leger in een gezamenlijke actie (Operatie Mistral) de belegering van Bihac breken. Aan het eind van 1995 waren de Serviërs bereid tot het sluiten van het Verdrag van Dayton.
Sloveense Oorlog (1991) · Kroatische Oorlog (1991-95) · Bosnische Burgeroorlog (1992-95) · Kroatisch-Bosniakse Oorlog (1992-94) · Kosovo-oorlog (1998-99) · Operatie Allied Force (1999) · Conflict in de Preševo-vallei (2001) · Macedonisch conflict (2001)